# Hyparrhenia bracteata
Hyparrhenia bracteata là một loài thực vật có hoa trong họ Hòa thảo. Loài này được (Humb. & Bonpl. ex Willd.) Stapf mô tả khoa học đầu tiên năm 1918.